# Lustrochernes crassimanus
Lustrochernes crassimanus es una especie de arácnido  del orden Pseudoscorpionida de la familia Chernetidae.

## Distribución geográfica
Se encuentra en Guatemala y México.